# Bicyclus ituriensis
Bicyclus ituriensis är en fjärilsart som beskrevs av Condamin 1970. Bicyclus ituriensis ingår i släktet Bicyclus och familjen praktfjärilar. Inga underarter finns listade i Catalogue of Life.